# Roengchai Kesada
Roengchai Kesada (thailändisch เริงชัย เกษฎา, * 27. Juli 2005) ist ein thailändischer Fußballspieler.

## Karriere
Roengchai Kesada erlernte das Fußballspielen in der Jugendmannschaft des Banbueng FC in Chonburi. Für die Drittligamannschaft bestritt er 2022 zwei Pokalspiele. Zur Rückrunde 2022/23 wechselte er im Januar 2023 zum Erstligisten Chonburi FC. Sein Erstligadebüt gab Roengchai Kesada am 11. Februar 2023 (19. Spieltag) im Auswärtsspiel gegen den PT Prachuap FC. Bei der 1:3-Niederlage wurde er in der 72. Minute für den verletzten Channarong Promsrikaew eingewechselt. In seiner ersten Saison bestritt er zwei Erstligaspiele. Die Saison 2024 wurde er an seinen Jugendverein ausgeliehen. Mit dem Banbueng FC spielte er in der vierten Liga, der Thailand Semi-Pro League. Hier trat der Verein in der Eastern Region an. Für Banbueng bestritt er sieben Ligaspiele. Nach der Ausleihe kehrte er zum mittlerweile in die zweite Liga abgestiegenen Chonburi FC zurück. Am Ende der Saison 2024/25 feierte er mit Chonburi die Zweitligameisterschaft sowie den Aufstieg in die erste Liga.

## Erfolge
Chonburi FC
- Thailändischer Zweitligameister: 2024/25  ▲